# Казальбельтраме
Казальбельтраме (итал. Casalbeltrame) — коммуна в Италии, располагается в регионе Пьемонт, в провинции Новара.
Население составляет 832 человека (2008 г.), плотность населения составляет 55 чел./км². Занимает площадь 15 км². Почтовый индекс — 28060. Телефонный код — 0321.
Покровителем коммуны почитается святой San Novello, празднование в последнее воскресение августа.

## Демография
Динамика населения:

## Администрация коммуны
- Официальный сайт: http://www.casalbeltrameonline.it/